# Campiglossa hyalina
Campiglossa hyalina är en tvåvingeart som först beskrevs av Foote 1979.  Campiglossa hyalina ingår i släktet Campiglossa och familjen borrflugor. Inga underarter finns listade.